# Madoux
Madoux (dikwijls gestileerd als MADOUX), artiestennaam van Lotte Slangen, is een Nederlandse zangeres.

## Biografie
De zangeres studeerde af aan de Rockacademie te Tilburg en maakte al meerdere jaren muziek onder de artiestennaam Luca Madu. Onder deze artiestennaam bracht ze in 2016 de single Dreams uit. Ze begon vervolgens in 2018 samenwerken met producer Benjamin Rheinlander om haar eigen sound te ontdekken. In januari 2020 haar eerste single Runner uitbracht onder het pseudoniem Madoux. Haar artiestennaam is een verbastering van "madu", het Estische woord voor slang. Na enkele andere singles kwam ze in juli 2021 met haar debuut ep Leave Me Blind. Mede door deze ep werd ze genomineerd voor de Limburgse Popprijs in de categorie De Belofte. In april 2022 werd bekend gemaakt dat ze deze prijs had gewonnen en dat ze hierdoor zou gaan optreden op Pinkpop het jaar erna.
Vlak voor haar optreden op het Limburgse festival, kwam ze met de single Anywhere. Deze was een voorloper van een ep later in het jaar met dezelfde titel, geproduceerd door Pieterjan Coppejans. Naast dat ze in juni 2023 de openingsact was op Pinkpop, stond ze in dat jaar ook onder andere op de festivals Booch? en Zomerparkfeest. Verder was ze ook onderdeel van theathervoorstelling Binnenplaats van Nieuwe Helden Next Level Roermond.
Naast haar carrière als artiest is Slangen ook betrokken bij het project School’s Out, waarbij ze middelbare scholier begeleidt bij het maken van een interdisciplinaire voorstelling.